# Aeterni regis
La bula Aeterni regis ("Del rey eterno") fue otorgada por el papa Sixto IV con fecha de 21 de junio de 1481.
Esta bula confirmó la validez de los tres documentos siguientes:
- Bula Romanus Pontifex de 1455.[1]
- Bula Inter caetera de 1456.[1]
- Artículo 8 del Tratado de Alcáçovas (1479), el cual establecía el reparto de los territorios del Atlántico entre los reinos de Portugal y Castilla tras la Guerra de Sucesión Castellana. Afirmaba la posesión castellana de las Islas Canarias y concedía al reino de Portugal todas las tierras conquistadas por los portugueses, hasta las Indias, con la condición de evangelizarlas.

El manuscrito original de la bula promulgada se encuentra en los Archivos Nacionales de Lisboa.